# Печеняга
Печеняга (рум. Peceneaga) — комуна у повіті Тулча в Румунії. До складу комуни входить єдине село Печеняга.
Комуна розташована на відстані 174 км на схід від Бухареста, 55 км на захід від Тулчі, 100 км на північ від Констанци, 47 км на південь від Галаца.

## Населення
За даними перепису населення 2002 року у комуні проживала 2051 особа.
Національний склад населення комуни:
| Національність | Кількість осіб | Відсоток |
| -------------- | -------------- | -------- |
| румуни         | 2050           | > 99,9 % |
| угорці         | 1              | < 0,1 %  |

Рідною мовою назвали:
| Мова      | Кількість осіб | Відсоток |
| --------- | -------------- | -------- |
| румунська | 2050           | > 99,9 % |
| угорська  | 1              | < 0,1 %  |

Склад населення комуни за віросповіданням:
| Релігія       | Кількість осіб | Відсоток |
| ------------- | -------------- | -------- |
| православні   | 2047           | 99,8 %   |
| лютерани      | 3              | 0,1 %    |
| римо-католики | 1              | < 0,1 %  |

## Відомі уродженці
- Штефан Негрішан (1958) — борець греко-римського стилю, чемпіон та бронзовий призер чемпіонатів світу, триразовий срібний призер чемпіонатів Європи, учасник Олімпійських ігор.